# Фу Мін
Фу Мін (кит.: 傅明, нар. 5 січня 1983) — китайський футбольний арбітр, арбітр ФІФА з 2014 року.

## Біографія
Обслуговував матчі азійського відбору на чемпіонат світу 2018 року, а також постійно обслуговує матчі Ліги чемпіонів АФК.
На початку 2018 року був одним з арбітрів Молодіжного чемпіонату Азії, де відсудив дві гри в тому числі і одну чвертьфінальну гру. Згодом в тому ж році обслуговував і перший фінальний матч Ліги чемпіонів АФК 2018 року.
Був одним з арбітрів Кубка Азії 2019 року.